# Andrea Larini
Andrea Larini (ur. 2 grudnia 1968 roku w Camaiore) – włoski kierowca wyścigowy.

## Kariera
Larini rozpoczął karierę w międzynarodowych wyścigach samochodowych w 1989 roku od startów we Włoskiej Formule 2000, gdzie odniósł jedno zwycięstwo. Z dorobkiem piętnastu punktów uplasował się na siódmej pozycji w klasyfikacji generalnej. W późniejszych latach Włoch pojawiał się także w stawce Włoskiej Formuły 3, Grand Prix Monako Formuły 3, European Alfa Challenge, Italian Super Touring Car Championship, European Touring Car Cup, World Touring Car Championship, Alfa 147 Cup Italy, SEAT Leon Eurocup, SEAT Leon Supercopa Spain, Trofeo Castrol SEAT Leon Supercopa, Superstars Championship Italy, Superstars International Series oraz NASCAR Whelen Euro Series.
W World Touring Car Championship Włoch wystartował w latach 2005, 2009. Jednak nigdy nie zdobywał punktów. Podczas pierwszego wyścigu włoskiej rundy w sezonie 2005 uplasował się na dziewiętnastym miejscu, co było jego najlepszym wynikiem w mistrzostwach.

## Życie prywatne
Andrea jest młodszym bratem byłego kierowcy Formuły 1 Nicola Lariniego.